# Štaufové
Štaufové nebo také Hohenštaufové (německy Hohenstaufen) byli římskoněmeckou vládnoucí dynastií v letech 1138 až 1254. Název rodu Štaufů pochází ze jména hradu Hohenštauf na vrcholu Hohenstaufen u švábského Göppingen. Mnohdy jsou pokládaní za panovnicky nejschopnější římskoněmeckou dynastii.

## Švábská hrabata, králové němečtí a sicilští
Štaufové byli původně hraběcím rodem ve Švábsku, které obdrželi roku 1079 v léno. Sňatkem dcery císaře Jindřicha IV. Agnes († 1143) se švábským vévodou Fridrichem († 1105) si zajistili dědictví po sálské dynastii. V roce 1127 byl zvolen druhorozený syn vévody Fridricha Konrád III. římskoněmeckým protikrálem proti Lotharovi III., kterého ale podporovala většina německých knížat a papež. Roku 1135 se Konrád vzdal vlády, ale po Lotharově smrti byl zvolen za panovníka proti Lotharovu dědici Jindřichu Pyšnému z rodu Welfů. Fridrich I. Barbarossa měl za otce Štaufa Fridricha II. a za matku Welfku Juditu a byly do něj vkládány velké naděje, že dokáže konflikt překonat. Fridrichova koruna bez komplikací přešla na syna Jindřicha VI., který sňatkem s Konstancií Sicilskou, dcerou normanského krále Rogera II. Sicilského, rozšířil své državy o sicilské království, kam přenesli své hlavní sídlo.

## 12. a 13. století
Ve své říšské politice usilovali zprvu Štaufové o rozšíření říšských statků jako bezprostředních opor císařské moci (území ve Švábsku, Sasku, Francích a Chebsku). Ve 2. polovině 12. století zahájili expanzívní politiku v Itálii. V polovině 13. století usilovali o babenberské dědictví v Rakousku a Štýrsku. Roku 1250 ztratili faktickou vládu v Německu, po smrti Konráda IV. i na Sicílii, kterou roku 1266 dobyl Karel I. z Anjou. Stejně jako první římskoněmecký štaufský král, Konrád III., tak ani ten poslední, Konrád IV., se nestal císařem. Pokus posledního Štaufa Konradina o obnovu rodové moci roku 1268 skončil jeho porážkou a popravou, kterou nařídil Karel z Anjou. Po ztrátě německé koruny následovalo v říši dvacetileté období interregna (bezvládí).

## Seznam štaufských panovníků

Znak Svaté říše římské za vlády Štaufů

Znak štaufské Sicílie

### Panovníci Svaté říše římské
- Konrád III. (1138–1152)
- Fridrich I. Barbarossa (1152–1190)
- Jindřich VI. (1190–1197)
- Filip Švábský (1198–1208)
- Fridrich II. (1212–1250)
  - Jindřich VII. Štaufský (1220–1235) – společně s otcem Fridrichem II.
- Konrád IV. (1237–1254) – do 1250 s otcem Fridrichem II.

### Králové sicilští
- Jindřich I. (II.) (1194–1197)
- Fridrich I. (II.) (1198–1250)
  - Jindřich I. (VII.) (1212–1217) – titulární král
- Konrád (IV.) (1250–1254)
- Konradin (1254–1258/1268
- Manfred (1258–1266)

## Kompletní seznam titulů užívaných Štaufy
- Císař svaté říše římské,
- král římský,
- král sicilský,
- král burgundský,
- král italský,
- král jeruzalémský,
- král sardinský,
- vévoda švábský,
- vévoda francký,
- vévoda/markrabě toskánský,
- vévoda bavorský,
- vévoda z Rothenburgu,
- vévoda apulijský,
- kníže tarentský,
- protektor burgundský,
- hrabě z Riesgau.